# Jakob Josef von Haus
Jakob Josef Haus, seit 1796 Jakob Josef von Haus (* 30. November 1748 in Würzburg; † 17. April 1833 oder 16. April 1833 in Palermo/Sizilien) war ein deutscher Jurist und Hochschullehrer.

## Leben
Jakob Josef Haus war der zweite Sohn des würzburgischen Hof- und Regierungsrats Franz Melchior Anton Haus (1712–1771) und seiner ersten Ehefrau Barbara Therese (geb. Kirchstetter) (1723–1759). Er hatte noch sechs Brüder und eine Schwester, hierbei waren die zwei jüngsten Brüder aus der zweiten Ehe seines Vaters mit Margarete Barbara (geb. Andres) (1729–1794):
- Bernhard Josef Haus (* 1747), Hauptmann der Infanterie und späterer Oberpostverwalter in Güns in Ungarn; er wurde am 6. März 1797 durch Kaiser Franz II. in den Adelsstand erhoben, verheiratet mit Luise (geb. Bodtmann);
- Ambrosius Haus (* 1750; † 1829), Pfarrer;
- Sabine Therese Haus (* 1752; † 1787), verheiratet mit Christoph von Pisani, Amtmann und Regierungsrat;
- Pater Euvenius (* 1756), Ordenspriester;
- Balthasar Josef Haus (* 23. August 1758; † 8. Mai 1838), Erzieher des italienischen Kronprinzen; wurde durch Kaiser Franz II. am 26. Juli 1802 in den Reichs-Banner-Freiherrn-Stand  erhoben;
- Ernst August Haus (* 24. August 1767; 1. März 1813), Universitätsprofessor in Würzburg, verheiratet mit Barbara (geb. Stang) (1767–1794);
- Pankraz Haus (* 1770; † 1842), Regierungsrat, verheiratet mit Marie (geb. Bauer).

Er immatrikulierte sich an der Universität Würzburg und studierte Rechtswissenschaften und Philosophie; das Studium setzte er in Wetzlar und der Universität Göttingen fort. In Göttingen besuchte er die Vorlesungen von Georg Ludwig Böhmer, Johann Stephan Pütter, Christian Friedrich Georg Meister, Christian Gottlob Heyne, Johann Georg Heinrich Feder und Christoph Meiners, mit dem er auch eine Freundschaft bis ins hohe Alter pflegte.
Bereits 1775 wurde er durch Fürst Adam Friedrich, als Nachfolger des verstorbenen Johann Jakob Joseph Sündermahler, als Professor für deutsches Staatsrecht sowie für Natur- und Völkerrecht an die Universität Würzburg berufen; er war dort der erste Dozent, der seine Vorlesungen in deutscher Sprache vortrug. 1782 wurde er Dekan der Juristischen Fakultät.
Er promovierte 1777 an der Juristischen Fakultät der Universität Würzburg zum Doktor beider Rechte.
Von 1784 bis 1796 war er, gemeinsam mit seinem jüngeren Bruder Balthasar Josef Haus, am italienischen Königshaus in Neapel als Erzieher des Kronprinzen und späteren Königs Franz I. beider Sizilien tätig.
Angesichts der Erfolge Napoleons in seinem Italienfeldzug floh die königliche Familie im Dezember 1798 nach Palermo. 1802 kehrte er mit dem Hof nach Neapel zurück, wo inzwischen der Kronprinz, mit Unterstützung von John Acton, die Staatsgeschäfte wieder aufgenommen hatte.
Er wurde 1803 vom König zum Oberaufseher der öffentlichen Kunstsammlungen in Neapel ernannt und begann mit deren Aufzeichnung, Klassifikation und Erklärung; er selbst besaß ebenfalls eine Sammlung von Gemälden und anderen Kunstwerken.
1806 flüchtete er erneut mit dem Hof nach Sizilien und betrieb dort archäologische Studien in Girgenti und Monreale, wohin er 1820 wegen eines Militärputsches in Palermo, und des dadurch entstandenen Volksaufstands, flüchten musste. In Monreale lebte er anfangs in einer Kartause, dann in einem abgelegenen Benediktinerkloster und in den letzten zehn Jahren im Haus des Marchese Enrico Carlo Forcella (1795–1855).
Von 1810 bis 1820 war er dort Konrektor der öffentlichen Lehranstalten in Sizilien.
Jakob Josef von Haus pflegte eine lebenslange Freundschaft mit dem Theologen Franz Oberthür. Auch mit seinem Zögling, dem späteren italienischen König, pflegte er eine Freundschaft, die sich in gegenseitigen Besuchen und häufigem Briefwechsel auszeichnete.
Jakob Josef von Haus blieb zeit seines Lebens unverheiratet.

### Erzieher des Kronprinzen
1783 suchte die Mutter des sechsjährigen Kronprinzen, Maria Karolina, einen Hofmeister für ihren Sohn, hierbei legte sie Wert auf einen deutschen Erzieher und wandte sich aus diesem Grund an ihre Schwester, Erzherzogin Maria Christina von Österreich, Statthalterin der österreichischen Niederlande. Diese beauftragte Alexander von Seckendorff (1743–1814), der Adjutant des Herzogs Albert Kasimir von Sachsen-Teschen in Brüssel war, und den damals an den kurrheinischen Höfen akkreditierten kaiserlichen Gesandten Franz Georg Karl von Metternich, Erkundigungen zu geeigneten Lehrern einzuholen. Alexander von Seckendorf wandte sich an seinen Bruder in Franken, den damaligen Kammerpräsidenten in Ansbach, der ein besonderer Freund des damaligen Priors des Schottenklosters Würzburg, Benedict Mackenzie, war. Durch diesen wurde der jüngere Bruder von Jakob Josef Haus, mit dem Makenzie persönlich bekannt war, angefragt und sein Bruder sagte zu, die Stelle anzunehmen. Franz Georg Karl von Metternich, der mit Jakob Joseph Haus persönlich bekannt war, fragte diesen in der gleichen Angelegenheit schriftlich an, ohne jedoch den Hof zu nennen, für den er einen Lehrer suche. Jakob Joseph Haus lehnte jedoch ab, mit dem Hinweis, dass er in seiner derzeitigen Tätigkeit sehr zufrieden sei und, sollte es der italienische Königshof sein, sein Bruder hierzu auch angefragt worden sei und dieser seine baldige Einberufung erwarte.
Franz Georg Karl von Metternich sandte diesen Brief im Original an die Erzherzogin; diese hielt die beiden Empfehlungen für eine besondere Fügung des Schicksals und wollte nun beide Brüder als Erzieher des Kronprinzen einstellen. Fürst Franz Ludwig von Erthal, der Jakob Josef Haus nur ungern gehen ließ, gab dem Wunsch aber nach, weil er sich dem österreichischen Haus gegenüber verpflichtet fühlte.
Beide Brüder reisten am 9. März 1784 über Wien, Venedig, Florenz und Rom nach Neapel, wo sie am 10. September des gleichen Jahres, nachdem sie sich mehrere Wochen in Wien und einige Monate in Rom aufgehalten hatten, ankamen.
1797 wurde die Erziehung beendet, als der Kronprinz die Ehe mit der Erzherzogin Maria Klementine von Österreich einging.

### Raubüberfall 1820
Als im Juli 1820 in Palermo der Volksaufstand ausbrach, wurden verschiedene Bürger ausgeraubt. Weil bei Jakob Josef von Haus große Schätze vermutet wurden, da dieser viele Jahre am Hof gelebt hatte und immer sehr freigiebig gewesen war, sammelten sich einige Räuber vor seinem Haus und besprachen das weitere Vorgehen. Um ihn nicht zu Tode zu erschrecken, betraten nur zwei der Räuber das Haus, die ohne Drohungen und Gewalt Geld von ihm forderten. Nachdem er ihnen den Schrank gezeigt hatte, in dem sich sein Vermögen befand, raubten sie ihm sein ganzes Silbergeld sowie einen wertvollen Brillantring. Als sie gehen wollten, fragte er sie, wovon er denn nun leben solle, wenn sie ihm sein ganzes Geld raubten, worauf ihm einer der beiden Räuber einen Sack mit Geld zurückgab. Hierdurch war er derart gerührt, dass er sich später bei der Gerichtsverhandlung für diesen Räuber einsetzte, dieser jedoch trotzdem hingerichtet wurde. Jakob Josef von Haus kümmerte sich später um die Versorgung von dessen Familie.

## Ehrungen und Auszeichnungen
- 1796 wurde Jakob Josef Haus zum Kammerherrn ernannt und er wurde durch den italienischen König als Marchese in den Adelsstand erhoben.
- Er erhielt das Kommandeurkreuz vom königlichen Orden des Heiligen Ferdinand.
- Franz I. verlieh ihm das Großkreuz des von ihm selbst gestifteten Ordens Franz I.
- Die Stadt Palermo verlieh ihm, nachdem er dort 30 Jahre gelebt und gewirkt hatte, das Bürgerrecht.

## Mitgliedschaften
- Jakob Josef von Haus wurde zum Mitglied der archäologischen Akademie in Rom und Neapel ernannt.

## Schriften (Auswahl)
- Ius ferendi privilegia ex suo fonte deductum. Würzburg 1772.
- Dissertatio inauguralis de jure recurrendi a supremis Germaniae tribunalibus ad comitia imperii. Würzburg 1777.
- Saggio sul tempio e la statua di Giove in Olimpia e sul tempio dello stesso dio olimpio recentamente dissotterato in Agrigento. Palermo: Reale Stamperia, 1814.
- Poeticae Aristotelis Nova versio Ex Graeco Exemplari Editionis Novissimae Haud Paucis Tamen In Locis Si Diis Placet Emendato. Accedunt Appendices Duae De Tragoediae Officio et de Dramaticae Poëseos Apud Graecos Origine. Palermo 1815.
- Dei vasi greci comunemente chiamati etruschi: delle loro forme e dipinture, dei nomi ed usi loro in generale. Palermo: Stamperia Reale, 1823.